# Карпов, Василий Семёнович Ложка
Василий Семёнович Карпов по прозванию Ложка — воевода и наместник во времена правления Василия III Ивановича и Ивана IV Васильевича Грозного.
Из дворянского рода Карповы, ветвь Рюриковичи. Младший сын Семёна Карповича Карпова, внук родоначальника дворян Карповы — Карпа Фёдоровича. Имел братьев: Петра, Ивана по прозванию Клык и воеводу Ивана Меньшого.
Родоначальник дворянского рода Ложкины, давший своим прозванием фамилию роду.

## Биография
В 1526 году показан в детях боярских, в январе, на свадьбе царя Ивана Грозного и княжны Елены Васильевны Глинской в свадебном поезде нёс первым из церкви к месту свечу княгини. В 1531 году первый воевода в Туле. В 1532 году по роспуску больших воевод показан наместником и третьим воеводой в Туле. В 1537 году второй воевода в Плёсе. В 1540 году второй воевода в Невле. В ноябре 1547 года, на свадьбе родного брата царя — князя Юрия Васильевича и княжны Иулианы Дмитриевны Палицкой, был вторым дружкою. В 1550 году годовал пятым воеводой в Смоленске.
От брака с неизвестной имел сына воеводу и наместника Ложкина Владимира Васильевича.